# بزل الردبة المستقيمية الرحمية
بزل الردبة المستقيمية الرحمية (بالإنجليزية: Culdocentesis)‏ هو إجراء طبي يتضمن عملية استخراج السوائل من كيس دوغلاس بواسطة إبرة.